# International Federation of the National Standardizing Associations
International Federation of the National Standardizing Associations, ISA (z ang. Międzynarodowa Federacja Narodowych Stowarzyszeń Normalizacyjnych), to organizacja normalizacyjna, która powstała w 1926 roku w Nowym Jorku i działała do 1942 roku. Po II wojnie światowej została zastąpiona przez Międzynarodową Organizację Normalizacyjną ISO (International Organization for Standardization).
Stworzony w ramach tej organizacji Komitet Techniczny ISO/TC46: Information and Documentation zajmuje się obecnie międzynarodową normalizacją w zakresie informacji i dokumentacji.